# Sytuacja prawna i społeczna osób LGBT w Pakistanie
Status prawny lesbijek, gejów, osób biseksualnych oraz transpłciowych i sytuacja społeczna osób i grup LGBT w Pakistanie.

## Status prawny
Prawo i sądownictwo Pakistanu są pod silnym wpływem szariatu (prawa muzułmańskiego), które jest przeciwne wszelkim kontaktom homoseksualnym. Konstytucja Pakistanu (art. 227) stwierdza, że wszystkie inne regulacje prawne muszą być zgodne z zasadami islamu.
Artykuł 377 pakistańskiego kodeksu karnego (zaczerpniętego z kolonialnego brytyjskiego kodeksu przyjętego w 1860 roku i tylko częściowo zmienionego) umożliwia penalizowanie stosunków homoseksualnych. Głosi on, że „przeciwne naturze” kontakty seksualne z mężczyzną, kobietą czy zwierzęciem podlegają karze pozbawienia wolności w wymiarze dożywocia lub karze pozbawienia wolności od 2 do 10 lat oraz karze grzywny. „Sodomia”, czyli m.in. kontakty seksualne między osobami tej samej płci, są zagrożone karą pozbawienia wolności od 2 do 10 lat. Jednocześnie osoby odpowiadające na ankietę przygotowaną przez ILGA nie znały przypadków zastosowania kary więzienia za utrzymywanie stosunków homoseksualnych.
Także inne przepisy prawne są wykorzystywane jest przez siły policyjne i organy wymiaru sprawiedliwości jako pretekst do prześladowania i karania osób podejrzanych o aktywność homoseksualną.

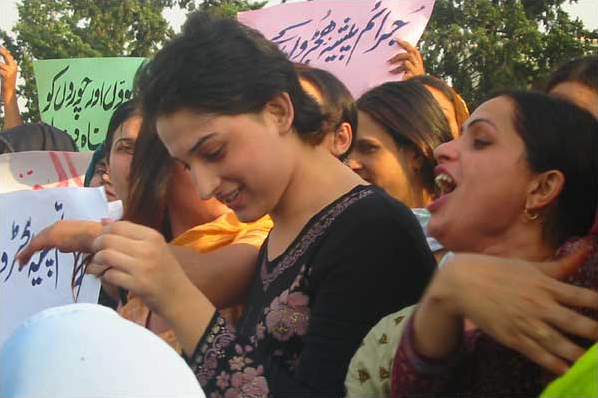
Protest hidźra w Islamabadzie

Jednocześnie w tradycji indyjsko-pakistańskiej występuje społecznie sankcjonowane zjawisko tzw. trzeciej płci. Są to osoby transgenderyczne lub eunuchowie przynależni do tzw. hidźra. W okresie silnej islamizacji i rządów junty wojskowej w Pakistanie grupa ta była marginalizowana i prześladowana przez władze i społeczeństwo. W latach 2009–2010 uzyskała poparcie dla swoich praw od pakistańskiego Sądu Najwyższego.

## Życie osób LGBT w kraju
Pakistan należy do krajów nietolerancyjnych wobec mniejszości seksualnych. Mimo tego u schyłku pierwszej dekady XXI wieku można zauważyć wzrost aktywności grup i osób LGBT. Jest to działalność i aktywność grożąca poważnymi konsekwencjami socjalnymi i prawnymi, mimo to buduje podstawy ruchu emancypacji LGBT. Przykładem tego jest pierwsze w Pakistanie (2008) pismo Chay Magazine, które otwiera forum do dyskusji o seksualizmie człowieka.
Od 2005 roku sieć telewizyjna Geo TV nadaje program z udziałem mężczyzny o imieniu Ali Saleem. Występuje on w nim jako kobieta i rozmawia z zaproszonymi do studia gośćmi.